# العلاقات الأفغانية السورية
العلاقات الأفغانية السورية هي العلاقات الثنائية التي تجمع بين أفغانستان وسوريا.

## مقارنة بين البلدين
هذه مقارنة عامة ومرجعية للدولتين:
| وجه المقارنة                                              | أفغانستان                    | سوريا                    |
| --------------------------------------------------------- | ---------------------------- | ------------------------ |
| المساحة (كم2)                                             | 652.23 ألف                   | 185.18 ألف               |
| عدد السكان (نسمة)                                         | 34.94 مليون                  | 18.27 مليون              |
| الكثافة السكانية (ن./كم²)                                 | 53.57                        | 98.66                    |
| العاصمة                                                   | كابل                         | دمشق                     |
| اللغة الرسمية                                             | اللغة البشتوية، اللغة الدرية | اللغة العربية            |
| العملة                                                    | أفغاني                       | ليرة سورية               |
| الناتج المحلي الإجمالي (بليون دولار)                      | 20.82 مليار                  | 60.20 مليار              |
| الناتج المحلي الإجمالي (تعادل القوة الشرائية) بليون دولار | 62.62 مليار                  |                          |
| الناتج المحلي الإجمالي الاسمي للفرد دولار أمريكي          | 594                          |                          |
| الناتج المحلي الإجمالي للفرد دولار أمريكي                 | 1.93 ألف                     |                          |
| مؤشر التنمية البشرية                                      | 0.479                        | 0.594                    |
| رمز المكالمات الدولي                                      | +93                          | +963                     |
| رمز الإنترنت                                              | .af                          | .sy                      |
| المنطقة الزمنية                                           | ت ع م+04:30                  | ت ع م+02:00، ت ع م+03:00 |

## منظمات دولية مشتركة
يشترك البلدان في عضوية مجموعة من المنظمات الدولية، منها:
| علم المنظمة | اسم المنظمة                               | تاريخ انضمام أفغانستان | تاريخ انضمام سوريا |
| ----------- | ----------------------------------------- | ---------------------- | ------------------ |
|             | مؤسسة التنمية الدولية                     | 2 فبراير 1961          | 28 يونيو 1962      |
|             | يونسكو                                    | 4 مايو 1948            | 16 نوفمبر 1946     |
|             | وكالة ضمان الاستثمار متعدد الأطراف        | 16 يونيو 2003          | 14 مايو 2002       |
|             | الأمم المتحدة                             | 19 نوفمبر 1946         | 24 أكتوبر 1945     |
|             | الاتحاد البريدي العالمي                   | ?                      | ?                  |
|             | البنك الدولي للإنشاء والتعمير             | 14 يوليو 1995          | 10 أبريل 1947      |
|             | منظمة التعاون الإسلامي                    | ?                      | 1972               |
|             | منظمة حظر الأسلحة الكيميائية              | ?                      | ?                  |
|             | مؤسسة التمويل الدولية                     | 23 سبتمبر 1957         | 28 يونيو 1962      |
|             | الاتحاد الدولي للاتصالات                  | 12 أبريل 1928          | 12 يناير 1924      |
|             | المركز الدولي لتسوية المنازعات الاستشارية | 25 يوليو 1968          | 24 فبراير 2006     |
|             | منظمة الشرطة الجنائية الدولية             | ?                      | ?                  |

## وصلات خارجية
- موقع وزارة الخارجية الأفغانية